# 曹經沅
曹經沅（1891年—1946年10月4日）一名曹經源，原字宝融，后字纕蘅，室名借槐庐。四川绵竹人。中华民国政治人物、诗人。

## 生平
曹經沅生于1891年（光绪七年）。幼年從家讀。12歲補邑廪生。後来赴成都，畢業於四川法政专门学校。18岁乙酉科拔贡。入京朝考，分发礼部任主事。中华民国成立后，入北京的中华大学学习，获法学士学位。历任北京政府内务部科长、秘书。1925年，任执政府简任秘书。后来，摄安徽省政务厅厅长。1927年7月23日，任北京政府内务部参事。曹經沅是南社社员。曾经主编《国闻周报·採風録》。
1931年，任第一届髙等考试襄试委员。1932年7月20日，任安徽省政府秘书长，任至1933年12月9日。1933年，任国民政府军事委员会委员长南昌行营参议。同年12月22日，任行政院院部秘书。1934年3月5日，改任行政院参事，后任蒙藏委员会总务处处长。1935年4月24日，任贵州省政府委员兼贵州省民政厅厅长。1939年8月，任内政部禁烟委员会委员；1940年任常务委员。1942年11月26日，任国民政府立法院第四届立法委员。后来主持国民大会代表联谊会，主编《国大周刊》。 
1946年10月4日，曹經沅逝世。同年11月4日，国民政府明令褒扬。

## 著作
- 《借槐庐诗集》